# Senat für Steuerberater- und Steuerbevollmächtigtensachen des Bundesgerichtshofs
Der Senat für Steuerberater- und Steuerbevollmächtigtensachen ist ein Spezialsenat des Bundesgerichtshofs in Karlsruhe.

## Errichtung
Der Senat für Steuerberater- und Steuerbevollmächtigtensachen wurde zum 1. Januar 1962 errichtet.

## Zuständigkeit
Die Zuständigkeit des Senats erfasst kraft Gesetzes diejenigen Angelegenheiten, die im Steuerberatungsgesetz dem Bundesgerichtshof zugewiesen sind, mit Ausnahme der Entscheidungen nach § 101 Abs. 2 StBerG, für die der III. Zivilsenat zuständig ist.

## Besetzung
Der Senat für Steuerberater- und Steuerbevollmächtigtensachen setzt sich nach § 97 Abs. 2 StBerG aus einem Vorsitzenden und zwei beisitzenden Mitgliedern des Bundesgerichtshofs sowie zwei Steuerberatern oder Steuerbevollmächtigten als ehrenamtliche Beisitzer zusammen. Der Senat ist gegenwärtig (Stand: Januar 2024) wie folgt besetzt:
- Vorsitzender: Markus Jäger
- Stellvertretender Vorsitzender: Andreas Mosbacher
- Beisitzer: Claas Leplow
- Ehrenamtliche Beisitzer: Steuerberarterinnen Warttinger und Burmann, Steuerberater Melcher Klie und Lander